# Puerto Groussac
Puerto Groussac (en inglés: Port William, en francés: Baye Choiseul) es una entrada grande en la costa este de la Isla Soledad. Un corto estrecho conduce a la rada de Puerto Argentino/Stanley.

## Características
Puerto Groussac se abre entre la punta Celebroña y el cabo San Felipe, y alberga varias bahías en su interior, ensenada Gypsy y bahía Cangallo, que es un paraje señalado, caleta Serpiente, que es realmente el estuario del río Murrell y Weir Creek, bahía Blanco y caleta Gorrión. La isla Celebroña se encuentra al norte del puerto y las islas Tussac emergen al sur.
En la península Giachino se encuentra la referida ensenada Gypsy, junto con una estrecha franja de tierra conocida como punta Ingeniero, que junto a la punta de la Armada de la península Camber divide efectivamente Puerto Groussac de la rada de Puerto Argentino. 
Como tal, esta es la vía más concurrida de las islas y es frecuentemente visitada por los cruceros, cargueros y buques de la armada, aunque esto ha disminuido desde la construcción de dos aeropuertos: la Base Aérea de Monte Agradable y el aeropuerto de Puerto Argentino. Este caserío se encuentra plagado de minas debajo de la tierra debido a la guerra de las Malvinas.

## Nuevo puerto
En una reunión del Consejo Ejecutivo de las Islas Malvinas el 24 de octubre de 2012, los miembros de la Asamblea Legislativa de las Islas Malvinas instruyeron a los funcionarios del Gobierno de las Islas para proceder con las propuestas de estimaciones de costos para un nuevo puerto de aguas profundas en Puerto Groussac.